# Yasukazu Ikari
Yasukazu Ikari (japanska: 井狩 康一?, Ikari Yasukazu) är en japansk astronom.
Minor Planet Center listar honom som Y. Ikari och som upptäckare av 20 asteroider.

## Asteroider upptäckta av Yasukazu Ikari
| 8115 Sakabe [A]          | 24 april 1996    |
| 10188 Yasuoyoneda [A]    | 14 maj 1996      |
| 10582 Harumi             | 3 oktober 1995   |
| 10878 Moriyama           | 3 november 1996  |
| 11628 Katuhikoikeda      | 13 november 1996 |
| 12819 Susumutakahasi [A] | 12 maj 1996      |
| 15368 Katsuji [A]        | 14 maj 1996      |
| 15402 Suzaku             | 9 november 1997  |
| 15407 Udakiyoo           | 24 november 1997 |
| (24306) 1999 YE5         | 27 december 1999 |
| (25592) 1999 YO1         | 19 december 1999 |

| (29444) 1997 NR10                              | 6 juli 1997       |
| (29525) 1998 AF                                | 2 januari 1998    |
| (31039) 1996 JN                                | 12 maj 1996       |
| 32200 Seiicyoshida                             | 28 juli 2000      |
| (32955) 1996 HC2                               | 24 april 1996     |
| 37786 Tokikonaruko                             | 30 september 1997 |
| (44500) 1998 XT17                              | 12 december 1998  |
| 73936 Takeyamamoto                             | 24 september 1997 |
| (91233) 1999 CL1                               | 6 februari 1999   |
| Upptäckt tillsammans med: A Robert H. McNaught |                   |